# Plagiognathus salviae
Plagiognathus salviae är en insektsart som beskrevs av Knight 1968. Plagiognathus salviae ingår i släktet Plagiognathus och familjen ängsskinnbaggar. Inga underarter finns listade i Catalogue of Life.